# الركاب (فلم)
الركاب  (بالإنجليزية: Passengers) هو فيلم إثارة تم إنتاجه في الولايات المتحدة سنة 2008.

## طاقم التمثيل
- آن هاثاواي
- باتريك ويلسون
- أندريه بروير
- ديفيد مورس

## القصة
تحاول الطبيبة النفسية كلير التوصل إلى سبب تحطم الطائرة، عن طريق التحقيق مع الناجين الخمسة، وأثناء التحقيق يختفي الناجون واحدا تلو الآخر ويحدث ما لم يكن في الحسبان لانها لا تدرك ان لا ناجون من الطائرة وانها أحد المتوفون وانتقلت إلى العالم الثانى ولا تريد هذه الحقيقة.. فيساعدونها لتخطى هذه المحنه والعيش في العالم الآخر.

## الميزانية والإيرادات
بلغت تكلفة إنتاج الفيلم حوالي 25 مليون[بحاجة لمصدر] دولار بينما حقق أرباحا تقدر بـ 4,763,917 دولار.

## روابط خارجية
- مقالات تستعمل روابط فنية بلا صلة مع ويكي بيانات